# Jezioro Raduńskie Dolne
Jezioro Raduńskie Dolne (kszb. Jezoro Reduńsczé Dólné) – przepływowe jezioro rynnowe na Pojezierzu Kaszubskim w powiecie kartuskim (województwo pomorskie).

## Opis
Jezioro znajduje się w najatrakcyjniejszej krajobrazowo części Kaszubski Park Krajobrazowy zwanej Szwajcarią Kaszubską. Do momentu powstania sztucznej zapory w Łączynie w 1898 roku stanowiło jedną całość wespół z jeziorem Raduńskim Górnym pod nazwą "Jezioro Raduńskie (niem. Radaunen-See)".
Na całej długości rynny jeziora przepływa rzeka Radunia stanowiąc element szlaku wodnego Kółko Raduńskie. Jezioro charakteryzuje się znaczną długością linii brzegowej (31,1 km) i wydłużeniem niecki (wskaźnik wydłużenia 7,1). Nad wysokimi brzegami jeziora (dochodzącymi do 35 metrów nad poziom jeziora) znajdują się ośrodki wypoczynkowe i domki letniskowe.
Jezioro posiada zlewnię o powierzchni 97,0 km², z czego 21,55% stanowią lasy (głównie bukowe i sosnowe), a 58% grunty orne. System odwadniania ma charakter inicjalny, z dominacją wód podziemnych stanowiących około 23% całkowitej dostawy wody.
Na północnowschodnim krańcu, w Chmielonku wypływa z jeziora Radunia przechodząc w rynnę jeziora Kłodno. W pobliżu sztucznego przesmyku Bramy Kaszubskiej, dzielącego oba jeziora Raduńskie znajduje się stacja Centrum Monitoringu i Ochrony Wód Uniwersytetu Gdańskiego, zaś koroną zapory przebiega trasa drogi wojewódzkiej nr 228.

## Charakterystyka hydrologiczna
Jezioro Raduńskie Dolne jest zbiornikiem typu dyniktycznego, mieszanym do dna wiosną i jesienią, z letnią stratyfikacją termiczną. W sierpniu gradient termiczny w metalimnionie wynosi średnio 2,15°C/m, a maksymalna głębokość występowania tlenu w okresie letnim sięga 30% objętości hypolimnionu.
Zbiornik reprezentuje wodorowęglanowo-wapniowy typ hydrochemiczny, ze średnią przewodnością właściwą 264 µS/cm i pH wahającym się między 8,30 a 8,37. Widzialność krążka Secchiego wynosi średnio 2,0 m, a wskaźnik trofii Carlsona (TSI) wskazuje na stan eutroficzny (67,6).

## Ukształtowanie zachodniej linii brzegowej jeziora

### Zatoki
Jezioro Łączyńskie (25 ha i 1,1 km długości)
Jezioro Nierzostowo (22 ha i 1 km długości)
Zatoka w pobliżu Borzestowskiej Huty
Zatoka w pobliżu Lipowca

### Półwyspy
Hel  – na wysokości 32,2 m nad taflą jeziora, długości 1,6km i szerokości 200 metrów oddzielający główny akwen jeziora od jezior Łączyńśkiego i Nierzostowo.
Paszek  – na wysokości 35 m nad taflą jeziora, długości 1 i szerokości 150 metrów
Knyki  – na wysokości 34 m nad taflą jeziora, długości 0,4 i szerokości 200 metrów.
Szpyrk